# 266286 Bodenmüller
266286 Bodenmüller è un asteroide della fascia principale. Scoperto nel 2007, presenta un'orbita caratterizzata da un semiasse maggiore pari a 2,5338795 au e da un'eccentricità di 0,2455729, inclinata di 3,24887° rispetto all'eclittica.